# Dekanat sanocki
Dekanat sanocki składa się z 16 parafii archieparchii przemysko-warszawskiej Kościoła Greckokatolickiego w Polsce.

## Parafie
- Parafia greckokatolicka Soboru Przenajświętszej Bogurodzicy i Proroka Eliasza w Hłomczy
- Parafia Opieki Matki Boskiej w Komańczy
- Parafia greckokatolicka św. Kosmy i Damiana w Krempnej
- Parafia greckokatolicka św. Michała Archanioła w Kulasznem
- Parafia greckokatolicka Przemienienia Pańskiego w Mokrem
- Parafia greckokatolicka Przeniesienia Relikwii św. Mikołaja w Olchowcu
- Parafia greckokatolicka św. Jana Chryzostoma w Polanach
- Parafia greckokatolicka św. Mikołaja w Ropiance
- Parafia greckokatolicka Przeniesienia Relikwii św. Mikołaja w Rzepedzi
- Parafia greckokatolicka Zaśnięcia Najświętszej Bogurodzicy w Rzeszowie
- Parafia św. Dymitra w Sanoku
- Parafia greckokatolicka Świętych Apostołów Piotra i Pawła w Tyrawie Solnej
- Parafia Zaśnięcia Najświętszej Maryi Panny w Ustrzykach Dolnych
- Parafia św. Michała Archanioła w Wielopolu
- Parafia greckokatolicka św. Paraskewi w Wysoczanach
- Parafia greckokatolicka św. Mikołaja w Zyndranowej